# William Larned
William « Bill » Augustus Larned, né le 30 décembre 1872 à Summit (États-Unis) et décédé le 16 décembre 1926 à New York, est un joueur de tennis américain.
Il a remporté l'US Open à sept reprises en 1901, 1902, 1907, 1908, 1909, 1910 et 1911, et a été également deux fois finaliste en 1900 et 1903.
Il est membre du International Tennis Hall of Fame depuis 1956.

## Palmarès (partiel)

### Titres en simple messieurs
| No | Date       | Nom et lieu du tournoi                  | Catégorie | Surface      | Finaliste              | Score                   |          |
| -- | ---------- | --------------------------------------- | --------- | ------------ | ---------------------- | ----------------------- | -------- |
| 1  | 1895       | Tournoi de tennis du Canada             |           | NC           | Arthur E. Foote        | 6-1, 6-4, 6-2           |          |
| 2  | 1901       | Tournoi de tennis du Canada             |           | NC           | Beals Wright           | 6-4, 6-4, 6-2           |          |
| 3  | 19-08-1901 | US National Championships, Newport (RI) | G. Chelem | Gazon (ext.) | Beals Wright           | 6-2, 6-8, 6-4, 6-4      | Parcours |
| 4  | 18-08-1902 | US National Championships, Newport (RI) | G. Chelem | Gazon (ext.) | Reginald Frank Doherty | 4-6, 6-2, 6-4, 8-6      | Parcours |
| 5  | 20-08-1907 | US National Championships, Newport (RI) | G. Chelem | Gazon (ext.) | Robert LeRoy           | 6-2, 6-2, 6-4           | Parcours |
| 6  | 18-08-1908 | US National Championships, Newport (RI) | G. Chelem | Gazon (ext.) | Beals Wright           | 6-1, 6-2, 8-6           | Parcours |
| 7  | 17-08-1909 | US National Championships, Newport (RI) | G. Chelem | Gazon (ext.) | William Clothier       | 6-1, 6-2, 5-7, 1-6, 6-1 | Parcours |
| 8  | 15-08-1910 | US National Championships, Newport (RI) | G. Chelem | Gazon (ext.) | Tom Bundy              | 6-1, 5-7, 6-0, 6-8, 6-1 | Parcours |
| 9  | 21-08-1911 | US National Championships, Newport (RI) | G. Chelem | Gazon (ext.) | Maurice McLoughlin     | 6-4, 6-4, 6-2           | Parcours |

### Finales en simple messieurs
| No | Date       | Nom et lieu du tournoi                  | Catégorie | Surface      | Vainqueur             | Score                   |          |
| -- | ---------- | --------------------------------------- | --------- | ------------ | --------------------- | ----------------------- | -------- |
| 1  | 1900       | Tournoi de tennis du Canada             |           | NC           | Malcolm Whitman       | 7-5, 3-6, 6-3, 1-6, 7-5 |          |
| 2  | 13-08-1900 | US National Championships, Newport (RI) | G. Chelem | Gazon (ext.) | Malcolm Whitman       | 6-4, 1-6, 6-2, 6-2      | Parcours |
| 3  | 18-08-1903 | US National Championships, Newport (RI) | G. Chelem | Gazon (ext.) | Hugh Lawrence Doherty | 6-0, 6-3, 10-8          | Parcours |